# Coelostoma lyratum
Coelostoma lyratum – gatunek chrząszcza z rodziny kałużnicowatych i podrodziny Sphaeridiinae. Występuje endemicznie w Indiach w krainie orientalnej.

## Taksonomia
Gatunek ten opisany został po raz pierwszy w 2020 roku przez Sayaliego D. Shetha, Hemanta Ghate’a i Martina Fikáčka na łamach „European Journal of Taxonomy”. Jako miejsce typowe wskazano okolice Savantvadi w Indiach. Epitet gatunkowy oznacza po łacinie „lirowate” i odnosi się do kształtu edeagusa tego owada.

## Morfologia
Chrząszcz o ciele długości od 4,2 do 4,7 mm i szerokości od 2,7 do 3,1 mm, dość wąsko owalnym w zarysie, przeciętnie wysklepionym. Głowę ma czarną z rudobrązowym rozjaśnieniem przed oczami i w okolicy nadustka, jasnobrązowymi narządami gębowymi, brązowymi buławkami i jasnobrązowymi pozostałymi częściami czułków. Wierzch głowy jest gęsto pokryty niezmodyfikowanymi punktami. Nadustek ma krawędź przednią łukowatą ze słabo widocznym wykrojeniem pośrodku. Oczy są duże, na przedzie wykrojone. Przedplecze jest ciemnobrązowe do czarnego z lekko rozjaśnionymi krawędziami, pokryte drobniejszymi niż głowa i niezmodyfikowanymi punktami. Zarys ma o dwufalistym brzegu przednim, rozwartych kątach przednich, bardzo niewyraźnie urzeźbionych brzegach bocznych, prostych kątach tylnych i dwufalistym brzegu tylnym. Pokrywy są ciemnobrązowe do czarnych, gęsto pokryte niezmodyfikowanymi, przeciętnie grubymi punktami nieukładającymi się w szeregi. Skrzydła tylnej pary są normalnie wykształcone. Spód tułowia jest czarniawobrązowy. Przedpiersie ma pośrodku słabo rozwinięte żeberko. Śródpiersie ma kształt tępego grotu. Zapiersie ma wyniesioną część środkową na przedzie i pośrodku rzadko owłosioną oraz owłosione boki; jego przedni wyrostek wąsko wchodzi między biodra środkowej pary, a tylny wyrostek jest rozwidlony. Odnóża cechują się rudobrązową barwą. Spód odwłoka jest czarniawobrązowy, gęsto owłosiony, o całobrzegiej tylnej krawędzi ostatniego widocznego sternitu i bez żeberka na pierwszym widocznym sternicie. Genitalia samca cechują się edeagusem długości 0,84 mm z małą, niewiele szerszą niż dłuższą fallobazą, walcowatym, niemal równoszerokim na całej długości, okrągławo na szczycie ściętym płatem środkowym, na którego wierzchołku leży szeroko półokrągły gonopor oraz niewiele dłuższymi od płata środkowego, mocno trójfalistymi na zewnętrznych krawędziach, szczytowo zaostrzonymi na krawędziach wewnętrznych paramerami.

## Ekologia i występowanie
Owad orientalny, endemiczny dla Indii, znany wyłącznie z lokalizacji typowej w stanie Maharasztra. Chrząszcz wodny. Przypuszczalnie znajdowany był na pobrzeżu rzeki. Żeruje na organizmach roślinnych.